# Várady Imre
Várady Imre (Nagybecskerek, 1892. július 3. – Róma, 1974. augusztus 24.) irodalomtörténész, szombathelyi állami reáliskolai tanár.
A szegedi egyetemen az olasz nyelv és irodalomtörténet tanára. Évekig működött Rómában, a magyar—olasz szellemi kapcsolatokat sikeresen erősítette.

## Művei
- Gellert hazánkban. Budapest, 1917.
- A legújabb olasz irodalom (Szombathely, 1925);
- Grammatica della lingua ungherese (Roma, 1930, Firenze, 1949);
- Az olasz irodalom kis tükre (Bp., 1931);
- L'Ungheria nella letteraturn italiana (Roma, 1931);
- La letteratura italiana e la sua influenza in Ungheria (I–II., Roma, 1933-1934);
- Docenti e scolari ungheresi nell'antico studio bolognese (Bologna, 1951);
- Teatro ungherese (Milano, 1956); I drammi storici di László Németh (Bologna, 1960).